# Limnactinia nuda
Limnactinia nuda is een zeeanemonensoort uit de familie Limnactiniidae.
Limnactinia nuda is voor het eerst wetenschappelijk beschreven door Carlgren in 1927.